# Helminthologi
Helminthologi er studiet af orme og især indvoldsorm. Dette felt beskæftiger sig med studiet af deres taksonomi og påvirkning af deres værter.
| Biologi | Spire Denne artikel om biologi er en spire som bør udbygges. Du er velkommen til at hjælpe Wikipedia ved at udvide den. |